# Lijst van voetbalinterlands Australië - Papoea-Nieuw-Guinea
Deze lijst van voetbalinterlands is een overzicht van alle officiële voetbalwedstrijden tussen de nationale teams van Australië en Papoea-Nieuw-Guinea. De landen speelden tot op heden een keer tegen elkaar, een groepswedstrijd tijdens de OFC Nations Cup 1980 op 26 februari 1980 in Nouméa (Nieuw-Caledonië).

## Wedstrijden
| № | Plaats | Datum            | Competitie           | Wedstrijd                       | Uitslag |
| - | ------ | ---------------- | -------------------- | ------------------------------- | ------- |
| 1 | Nouméa | 26 februari 1980 | OFC Nations Cup 1980 | Australië – Papoea-Nieuw-Guinea | 11 – 2  |

## Samenvatting
| Competitie      | Totaal gespeeld | Winst Australië | Gelijk | Winst Papoea-Nieuw-Guinea | Doelsaldo Australië – Papoea-Nieuw-Guinea |
| --------------- | --------------- | --------------- | ------ | ------------------------- | ----------------------------------------- |
| OFC Nations Cup | 1               | 1               | 0      | 0                         | 11 − 2                                    |
| Totaal          | 1               | 1               | 0      | 0                         | 11 − 2                                    |

Wedstrijden bepaald door strafschoppen worden, in lijn met de FIFA, als een gelijkspel gerekend.